# ثمودية

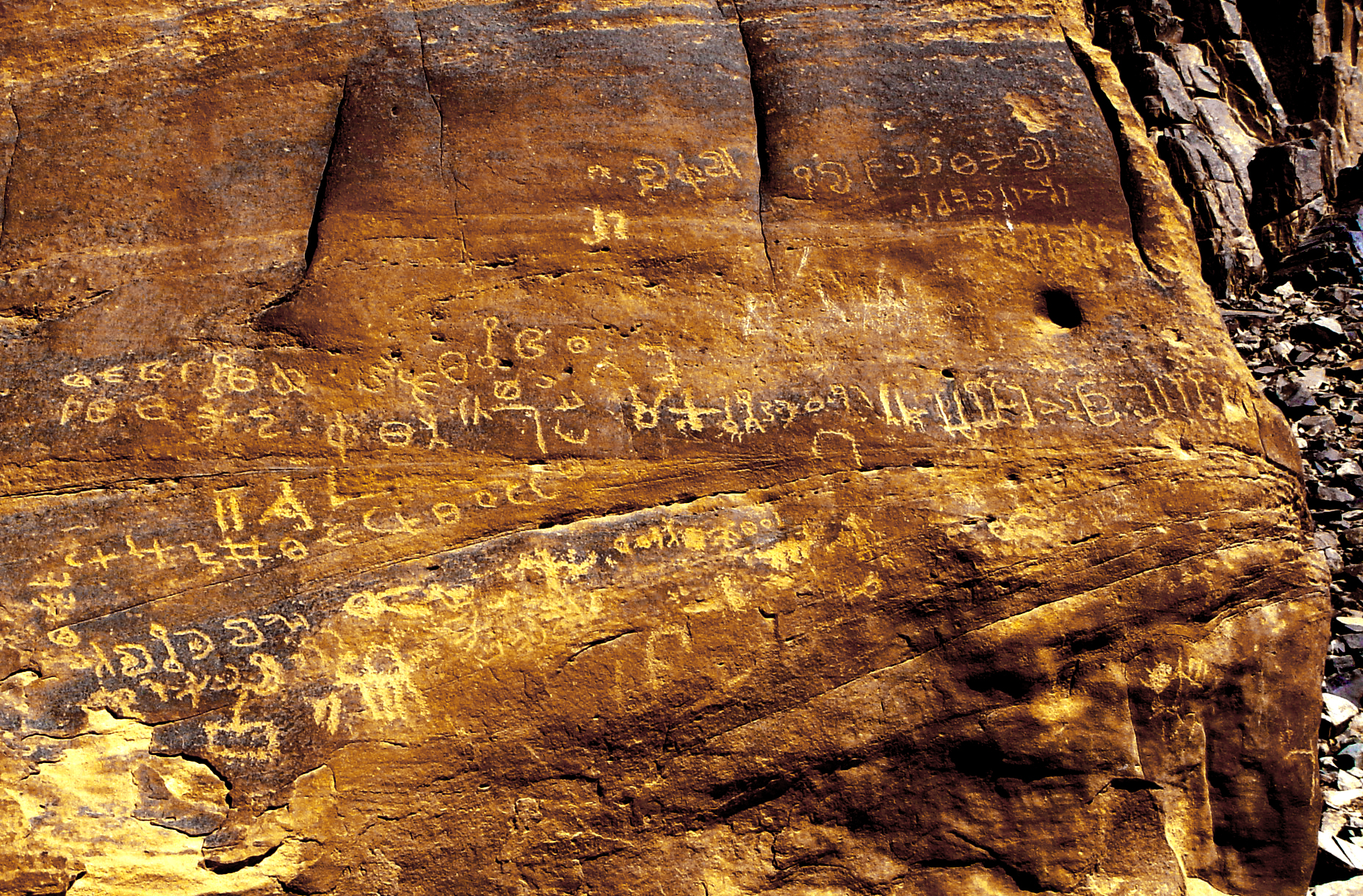
نقوش ثمودية في وادي رم.

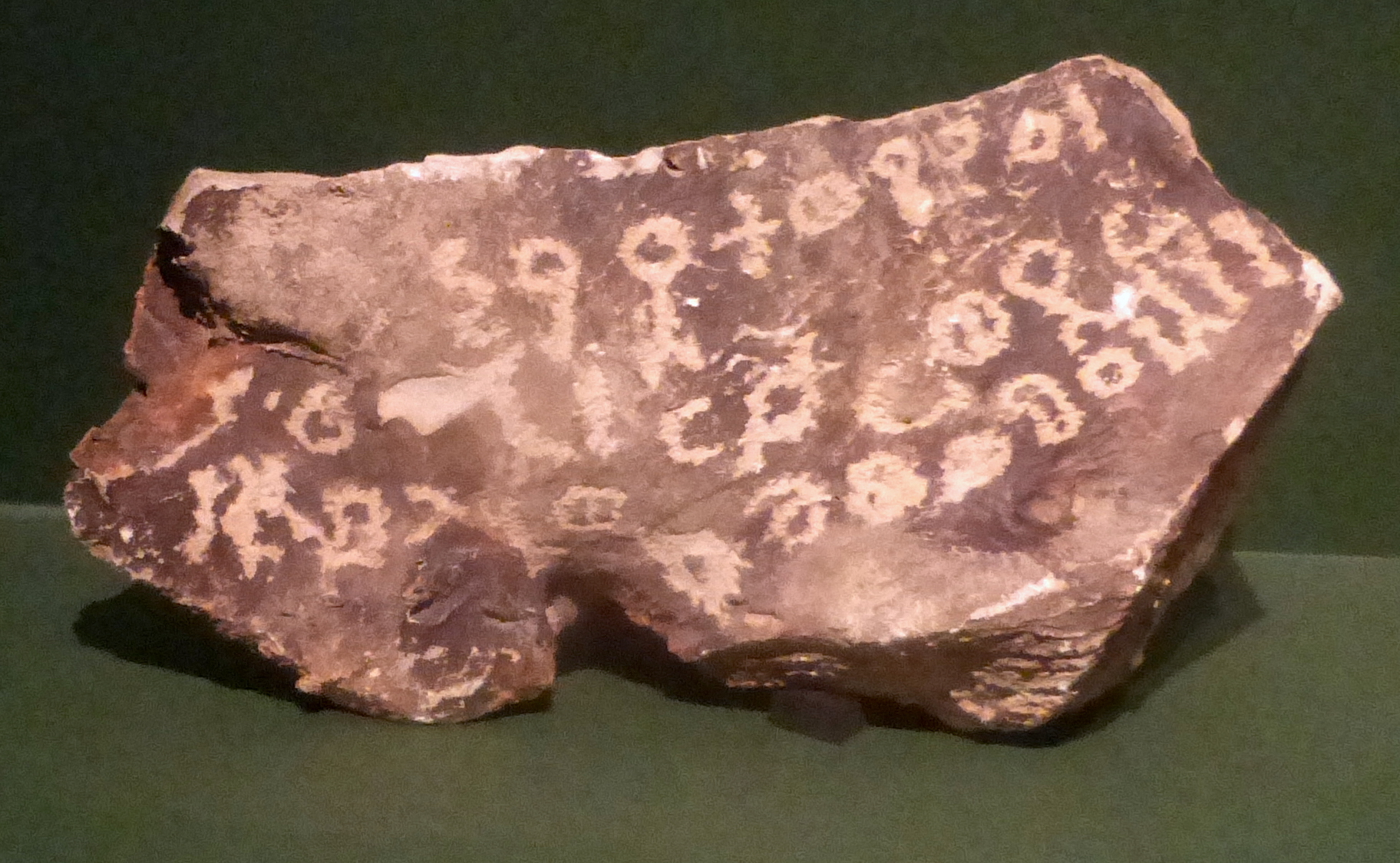
نقوش ثمودية في قرية الفاو.

الثمودية أو الجزرية الشمالية أو خط البادية هي تسمية جامعة لمجموعة من النقوش الجزرية الشَّمالية التي استخدمها عرب الجزيرة العربية قديمًا البسطاء منهم، كما استخدموا العديد من الخطوط المختلفة للتدوين، كتبت هذه الخطوط الثمودية بخط يشابه الخط السامي الجنوبي المسند ويختلف في شكل بعض الحروف وطريقة الكتابة عن خط المسند التقليدي. والنقوش «الثمودية/الجزرية» هي تسمية لأحد أنواع الكتابات البدائية التي عثر عليها في مختلف أنحاء الجزيرة العربية، تم الإصطلاح على تسميتها من قبل المختصّين لمجموعة من النقوش المكتوبة ريثما يتم ترجمتها، وهي مكتوبة بعدة لهجات من عربية جنوبية قديمة في شبه الجزيرة العربية. تم الاصطلاح على تسميتها من قبل بعض المختصّين «بالثمودية»، بينما يرفض بعض المختصين هذه التسمية لعدم دقتها. ويرى آخرين أن تسميتها «بالجزرية الشمالية» أكثر دقة خاصة وأن معظم هذه النقوش عثر عليها في شمال الجزيرة والحجاز ويرى غيرهم أن تسميتها «بخط البادية» قد يكون أدق لأن معظم هذا النوع من النقوش عثر عليه في بادية شمال الجزيرة العربية. وهذه النقوش الجزرية الشمالية لايوجد علاقة بينها وبين قوم ثمود الذين ذكروا في القرآن. وإن عثر على معظم تلك النقوش في مناطق تواجد قوم عاد وثمود تاريخيًا «شمال غرب الجزيرة العربية»، فإن أقدم النقوش «الثمودية/الجزرية الشمالية» عمرًا لايتجاوز الألفية الأولى قبل الميلاد.

## تصنيفات النقوش
تم تقسيم النقوش «الثمودية/الجزرية» التي عثر عليها إلى عدة فئات:
- ثمودية (ب):

يتركز تواجد النقوش الثمودية (ب) في شمال غرب شبه الجزيرة العربية، كما تتواجد بدرجة أقل في سوريا ومصر واليمن أيضًا.
- ثمودية (س):

يتركز تواجز النقوش الثمودية (س) في نجد، كما تتواجد بدرجة أقل في غرب شبه الجزيرة العربية أيضًا.
- ثمودية (د):

يتركز تواجد النقوش الثمودية (د) في شمال غرب شبه الجزيرة العربية.
- ثمودية (ف):

يتركز تواجد النقوش الثمودية (ف) في الجزء الجنوبي الغربي من شبه الجزيرة، تحتوي على أسماء فقط.